# Имаи Нобуо
Имаи Нобуо (Јап.今井信郎 "Imai Nobuo") (14. новембар 1841 — 2. октобар 1918) био је самурај и присталица владавине Токугава Шогуната, најпознатији као припадник групе Мимаваригуми која је била део елитних полицијских снага бакуфу режима.
Године 1870, признао је да је био део људи који су убили Сакамото Рјому, човека који је имао велику улогу у свргавању феудалне владавине шогуната, али је за његову смрт оптужен је и погубљен Кондо Исами, вођа Шинсенгумија. Захваљујући овом признању Сакамотова смрт је даље под велом тајне а прави кривац овог убиства и даље остаје део историјске дебате.